# Worcester County (Maryland)
Das Worcester County ist das östlichste County im US-Bundesstaat Maryland. Der Verwaltungssitz (County Seat) ist Snow Hill. Bei der Volkszählung im Jahr 2020 hatte das County 52.460 Einwohner und eine Bevölkerungsdichte von 43 Einwohnern pro Quadratkilometer.

## Geographie

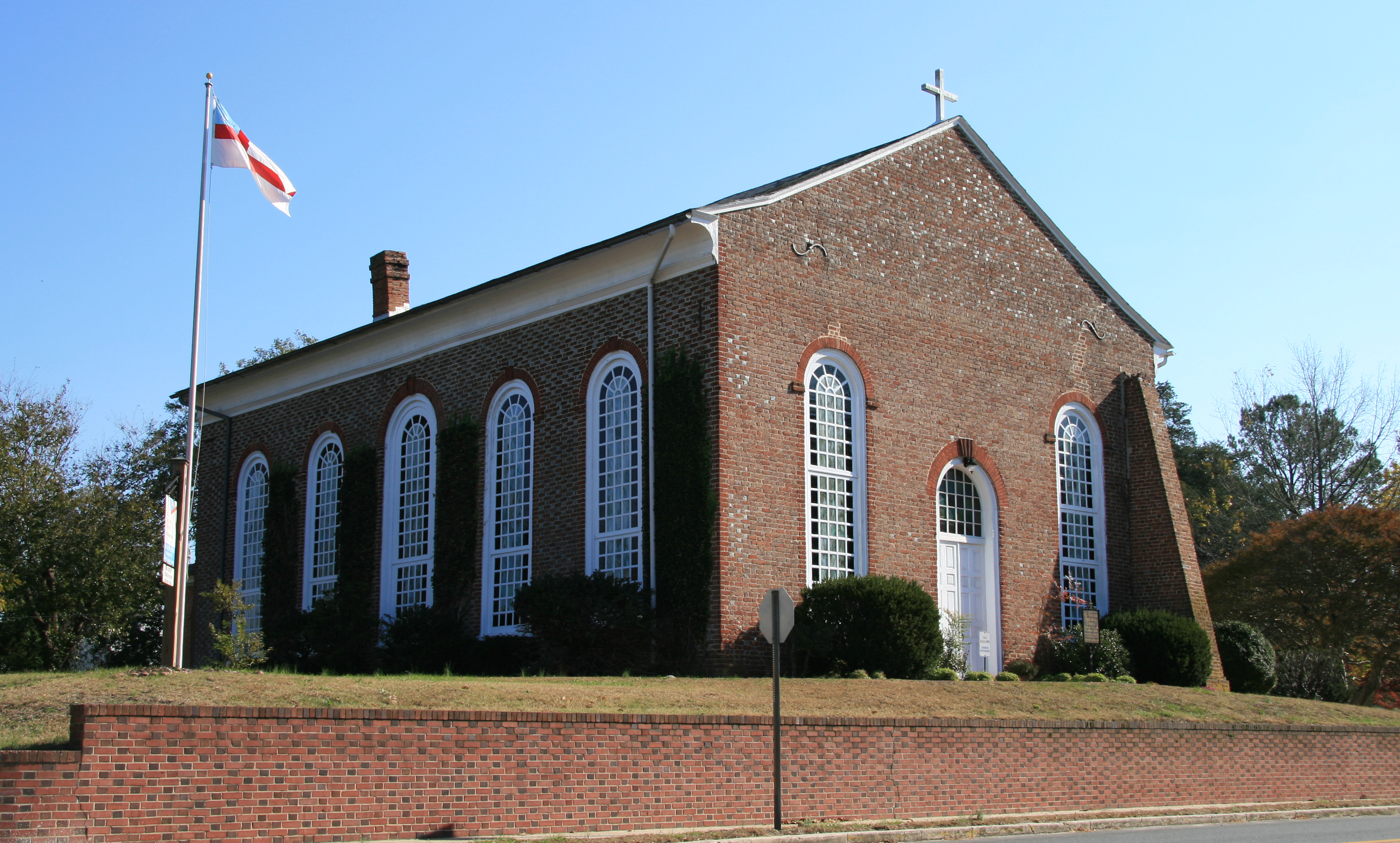
All Hallows Episcopal Church, seit 1979 im NRHP gelistet

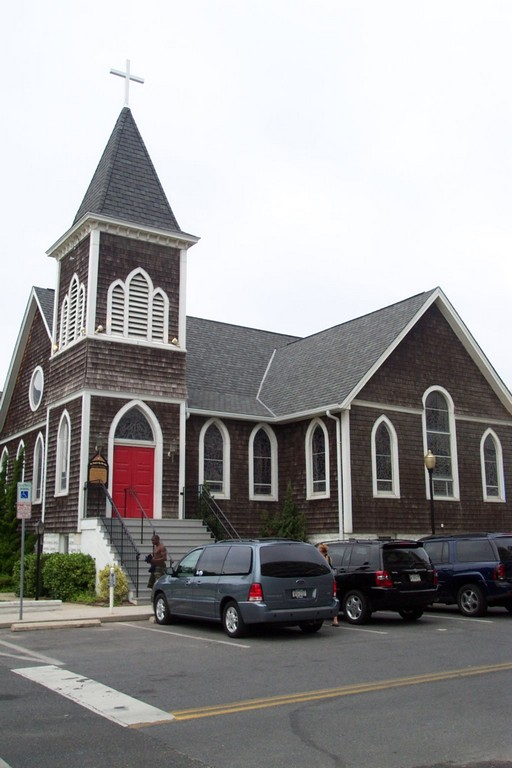
St. Paul's by-the-sea in Ocean City, seit 2008 im NRHP gelistet

Das County liegt an Atlantikküste der Delmarva-Halbinsel. Es grenzt im Norden an Delaware und im Süden an Virginia. Das Worcester County hat eine Fläche von 1799 Quadratkilometern; davon sind 575 Quadratkilometer (33,88 Prozent) Wasserflächen. Es grenzt an folgende Countys:
| Wicomico County | Sussex County (Delaware)   |  |
| Somerset County |                            |  |
|                 | Accomack County (Virginia) |  |

## Geschichte
Das Worcester County wurde 1742 aus Teilen des Somerset County gebildet. Benannt wurde es nach dem Earl of Worcester.
32 Bauwerke und Stätten des Countys sind im National Register of Historic Places eingetragen (Stand 15. November 2017).

## Demografische Daten
Nach der Volkszählung im Jahr 2010 lebten im Worcester County 51.454 Menschen in 22.574 Haushalten. Die Bevölkerungsdichte betrug 42 Einwohner pro Quadratkilometer. In den 22.574 Haushalten lebten statistisch je 2,16 Personen.
Ethnisch betrachtet setzte sich die Bevölkerung zusammen aus 82,0 Prozent Weißen, 13,6 Prozent Afroamerikanern, 0,3 Prozent amerikanischen Ureinwohnern, 1,1 Prozent Asiaten sowie aus anderen ethnischen Gruppen; 1,7 Prozent stammten von zwei oder mehr Ethnien ab. Unabhängig von der ethnischen Zugehörigkeit waren 3,2 Prozent der Bevölkerung spanischer oder lateinamerikanischer Abstammung.
18,8 Prozent der Bevölkerung waren unter 18 Jahre alt, 58,2 Prozent waren zwischen 18 und 64 und 23,0 Prozent waren 65 Jahre oder älter. 51,6 Prozent der Bevölkerung war weiblich.

Das jährliche Durchschnittseinkommen eines Haushalts lag bei 47.829 USD. Das Prokopfeinkommen betrug 31.626 USD. 12,0 Prozent der Einwohner lebten unterhalb der Armutsgrenze.

## Städte und Gemeinden
City
- Pocomoke City

Towns
- Berlin
- Ocean City
- Snow Hill

Census-designated places (CDP)
| - Bishopville - Girdletree - Newark - Ocean Pines | - Showell - Stockton - West Ocean City - Whaleyville |

Unincorporated Communitys
| - Boxiron - Cedartown - Friendship - Germantown - Goodwill | - Klej Grange - Libertytown - Nassawango Hills - Poplartown - Public Landing | - Sinnepuxent - South Point - Taylorville - Whiteon |